# Wasserversorgungsunternehmen
Wasserversorgungsunternehmen (WVU) sind Unternehmen, die Trinkwasser und Betriebswasser gewinnen und verteilen. Sie betreiben Wasserversorgungsanlagen, überwachen Wasserschutzgebiete und das Rohwasser.
In Deutschland gibt es 4807 Wasserversorgungsunternehmen (Stand: 2010).
Einige bekannte deutsche Verbände sind:
- Deutsche Vereinigung für Wasserwirtschaft
- Bundesverband der Energie- und Wasserwirtschaft (BDEW)
- Berliner Wasserbetriebe (BWB)
- Verband kommunaler Unternehmen (VKU)
- Bundesverband der deutschen Gas- und Wasserwirtschaft (BGW)
- Arbeitsgemeinschaft Trinkwassertalsperren (ATT)
- Deutscher Bund der verbandlichen Wasserwirtschaft (DBVW)
- Deutsche Vereinigung des Gas- und Wasserfaches (DVGW)